# Phêrô Phan Khắc Từ
Phêrô Phan Khắc Từ (19 tháng 1 năm 1937 – 1 tháng 4 năm 2025) là linh mục Công giáo người Việt, thuộc Tổng giáo phận Thành phố Hồ Chí Minh. Ông từng là đại biểu Quốc hội Việt Nam khóa VII, khóa IX, khóa X, thuộc đoàn đại biểu Thành phố Hồ Chí Minh. Linh mục Phan Khắc Từ là Tổng biên tập báo Công giáo và Dân tộc từ năm 2009 đến khi qua đời, nguyên Phó Chủ tịch Trung ương Uỷ ban Đoàn kết Công giáo Việt Nam, nguyên Chủ tịch Uỷ ban Đoàn kết Công giáo Việt Nam Thành phố Hồ Chí Minh. 
Đóng góp của linh mục Phan Khắc Từ được ghi nhận qua các Huân chương Độc lập hạng Nhì; Huân chương Kháng chiến hạng Nhì;  Huân chương Lao động hạng Nhất, Nhì, Ba; ngoài ra, ông còn được trao hai kỷ niệm chương Vì Sự nghiệp Đại Đoàn kết Dân tộc và Đồng hành cùng Dân tộc.

## Thân thế và thời kỳ chủng sinh
Linh mục Phêrô Phan Khắc Từ sinh ngày 19 tháng 1 năm 1937, trong một gia đình nông dân nghèo. Song thân là ông Phan Khắc Tư, và thân mẫu là bà Nguyễn Thị Sa, trú tại xã Cao Minh, huyện Vĩnh Bảo, thành phố Hải Phòng. Ông là con thứ ba trong tổng số bốn người con trong gia đình. Về địa giới tôn giáo, khu vực nơi gia đình linh mục Từ sinh sống nay thuộc về giáo xứ Hội Am, giáo phận Hải Phòng. Trong dòng tộc, linh mục Phan Khắc Từ còn có một người cháu làm linh mục là linh mục Đa Minh Bùi Trọng Biên, gọi linh mục Từ là cậu.
Năm 15 tuổi, cậu Từ được gửi đến học tại giáo xứ Văn Khê, sau chuyển đến tu học tại Chủng viện Chân phước Liêm thuộc Hạt Đại diện Tông Tòa Hải Phòng. Sau đó, chủng sinh Từ chuyển đến tạm trú tại Bình Đức, lúc này thuộc vùng Mỹ Tho sau khi theo chủng viện di cư vào miền Nam sau Hiệp định Genève 1954. Chủng sinh Từ được gia đình chỉnh sửa ngày sinh thành ngày 28 tháng 12 năm 1941 nhằm cùng số tuổi với các bạn học. Báo Công an nhân dân ghi nhận linh mục Từ sinh ngày 28 tháng 12 năm 1938. Cũng tờ báo này đưa tin cậu bé Phan Khắc Từ theo học Tiểu chủng viện vào năm 1953, sau đó học tại chủng sinh Phaolô Lê Bảo Tịnh vào năm 1960.
Theo báo Công giáo và Dân tộc, năm 1960, cậu Phan Khắc Từ bắt đầu theo học Trung trung học Nguyễn Bá Tòng tại Sài Gòn và chỉ hai năm sau, bắt đầu theo học tại Đại chủng viện Thánh Giuse Sài Gòn. Ông cũng được theo học các giáo sư Đại chủng viện Lê Bảo Tịnh. Bản thân linh mục Từ chia sẻ rằng mùa hè năm 1962, ông đến hỗ trợ mục vụ tại giáo xứ Vườn Xoài với tư cách là một chủng sinh là do không còn có lựa chọn nào khác. Tại đây, chủng sinh Từ được tiếp xúc với các cải cách hậu công đồng Vatican II.

## Thời kỳ linh mục

### Trước biến cố năm 1975
Chủng sinh Phan Khắc Từ được truyền chức linh mục tại Nhà thờ Đức Bà Sài Gòn ngày 14 tháng 5 năm 1968, bởi Tổng giám mục Phaolô Nguyễn Văn Bình. Tân linh mục được bổ nhiệm làm phó xứ Giáo xứ Vườn Xoài, giáo hạt Tân Định. Tổng giám mục  cử linh mục Từ kiêm thêm chức Tuyên úy Thanh Lao Công của Tổng giáo phận Sài Gòn, đảm trách các sinh hoạt các thanh niên Công giáo. Theo báo Công giáo và Dân tộc, do đảm nhận chức vụ Tuyên úy Thanh Lao Công, linh mục Từ tiếp cận với các trào lưu Công giáo tiến bộ hậu Công đồng Vatican II, theo đó hướng người Công giáo có trách nhiệm với cộng đồng mình sinh sống, có bổn phận với Tổ quốc mình.  Theo cáo phó của Tòa Tổng giám mục Thành phố Hồ Chí Minh, linh mục Phan Khắc Từ đảm nhận các chức vụ trên kể từ năm 1968 cho đến năm 1975.
Năm 1969, trong thời gian du học tại Pháp, linh mục Phan Khắc Từ có cuộc gặp với bà Trưởng Phái đoàn Mặt trận Giải phóng Dân tộc miền Nam Việt Nam Nguyễn Thị Bình trong khi bà đang tham gia hội nghị bốn bên về hòa bình tại Paris. Linh mục Từ bày tỏ nguyện vọng hỗ trợ mục vụ Công giáo cho người dân trong các vùng chiến khu. Tuy vậy, ý tưởng này cuối cùng không thành hiện thực. Cá nhân bà Bình khuyên linh mục Từ nên về thành phố để tham gia đấu tranh. Cuộc gặp này được sắp xếp bởi linh mục Gioan Baotixita Nguyễn Đình Thi. Linh mục Từ lưu lại ở Pháp và châu Âu (trong đó có Thụy Sỹ và Bỉ) trong hơn một năm, "nắm bắt" phong trào cho bài bản hơn. Chính bản thân linh mục đã tham gia biểu tình đòi công bằng cho công nhân và sinh viên, cụng như tham gia biểu tình yêu cầu hòa bình cho Việt Nam ngay tại Paris. Chia sẻ về việc đấu tranh, linh mục Từ cho biết, Giám mục Huac Camara, nổi danh là "giám mục đỏ" là mẫu gương cho đời linh mục của bản thân mình, bên cạnh việc đọc sách về linh mục Camillo Torres. Trả lời phỏng vấn báo VietnamNet vào năm 2005, linh mục Từ cho biết đi ra ngoài, được nghe dư luận khách quan nói về Việt Nam, phanh phui những "vết nám" của chính quyền Sài Gòn, tôi càng thấy ngán "cái Sài Gòn".
Linh mục Phan Khắc Từ trở về thành phố Sài Gòn vào năm 1970, tham gia các phong trào đấu tranh đô thị. Linh mục tham gia Mặt trận nhân dân tranh thủ hòa bình, các phong trào học sinh và sinh viên, yêu cầu quyền sống, chống tăng học phí và đốt xe Mỹ trên các tuyến đường. Nhà thờ Vườn Xoài cũng thành nơi chế tạo các bom xăng dùng để đốt các xe của Mỹ. Do các giáo dân yêu cầu rời Vườn Xoài, linh mục Từ có thêm thời gian tham gia đình công, biểu tình. Linh mục Phan Khắc Từ thuộc về nhóm một số linh mục Công giáo hỗ trợ các phong trào sinh viên chống Mỹ, hỗ trợ công nhân hãng pin Con Ó đình công để cải thiện cuộc sống. Sau vụ đình công vào năm 1971, cảnh sát Sài Gòn tống giam các công nhân và ba linh mục Phêrô Trương Bá Cần, Trần Thế Luân và Phan Khắc Từ vào trại giam Chí Hòa. Các linh mục không chịu tham gia chào cờ [Việt Nam Cộng hòa] vào sáng đầu tuần. Sau một tuần, các linh mục được thả ra, nhưng vì yêu cầu được thả cùng các công nhân, ba linh mục được đưa đi xa và thả ở bên đường. Nhân việc bị đẩy ra vệ đường, ba linh mục nằm lại đây để phản đối, thu hút các giáo dân đốt nến cầu nguyện chung quanh.
Linh mục Phan Khắc Từ có giai đoạn làm công nhận vệ sinh từ năm 1972 cho đến tháng 10 năm 1974, theo tiểu sử của ông đăng trên báo Công giáo và Dân tộc. Theo tự sự của chính linh mục Phan Khắc Từ, ông bị sa thải khỏi Sở Vệ sinh Đô Thành vào đầu năm 1975. Chính ông tự nguyện đăng ký làm công việc này  Tòa Đô chính sa thải ông vì ông thường tham gia biểu tình. Báo Công giáo và Dân tộc ghi nhận linh mục Từ luôn chu toàn các việc đạo và đời. Ông cũng kiêm chức Phó Chủ tịch Mặt trận Nhân dân Cứu đói, Chủ tịch Ủy ban Bảo vệ Quyền lợi Người Lao động. Ông được chọn làm Chủ tịch Uỷ ban Bảo vệ Người Lao động (miền Nam) do nổi danh từ phóng sự "Linh mục hót rác" (một loạt bài được báo Xây Dựng đăng tải). Uỷ ban tham gia các cuộc biểu tình về chống tham nhũng. Ngoài ra, ủy ban đã soạn thảo thư cho Tòa Đại sứ Hoa Kỳ để nhắc nhở việc giới tư sản nước này về việc mà họ cho là "khinh miệt công nhân Việt Nam". Nhân dịp tham dự kỷ niệm 26 năm Bản Tuyên ngôn Nhân quyền, ủy ban tố cáo chính quyền Mỹ và Tổng thống Nguyễn Văn Thiệu vi phạm hiệp định Paris. Cũng trong năm 1974, linh mục Phan Khắc Từ làm phó chủ tịch của Mặt trận nhân dân cứu đói do hòa thượng Thích Hiển Pháp làm chủ tịch. Theo lời linh mục Từ, ông đã đến nhiều ngôi chùa để phát gạo từ thiện và tố cáo Nguyễn Văn Thiệu ở các địa phương miền Nam và miền Trung. Ông tự đánh giá rằng mình đã hoạt động liên tôn một cách tự nhiên, do chia sẻ chung về chống chiến tranh cũng như chăm lo đời sống cho những người khó khăn.
Theo báo Công an nhân dân, sau khi bị sa thải việc hốt rác, linh mục Phan Khắc Từ được Mặt trận Dân tộc Giải phóng miền Nam Việt Nam (Mặt Trận Giải phóng) mời đến bưng biền trong khoảng thời gian một tuần. Báo Nhân Dân cho biết vào ngày 20 tháng 2 năm 1975, linh mục Phan Khắc Từ nằm trong nhóm những người do các nhân viên Tổng thống Nguyễn Văn Thiệu đánh bị thương, gồm một số linh mục cũng như dân biểu Việt Nam Cộng hòa, nhằm mục đích mà tờ báo cho là "đàn áp các "dân biểu đối lập".

### Sau biến cố năm 1975
Ngày 8 tháng 5 năm 1975, một nhóm 15 linh mục (hoặc khoảng 20 linh mục), trong đó có các linh mục Trương Bá Cần, Phan Khắc Từ, Huỳnh Công Minh,... viết thư đề nghị Tổng giám mục Nguyễn Văn Bình hoãn bổ nhiệm giám mục Phanxicô Xaviê Nguyễn Văn Thuận. Sau khi Tổng giám mục Thuận nhận chức Tổng giám mục phó Tổng giáo phận Sài Gòn, một số thành viên nhóm linh mục tiến bộ, trong đó có linh mục Từ, bao vây và chất vấn hai tổng giám mục Sài Gòn tại Đại chủng viện Thánh Giuse Sài Gòn, khi hai giám mục này đến thăm Giám mục Trần Thanh Khâm đang dưỡng bệnh. Mục tiêu của nhóm này là yêu cầu Tổng giám mục Thuận từ chức ngay lập tức. Sau khi nhóm giáo dân tiến bộ chất vấn vào ngày 13 tháng 5 bất thành, nhóm linh mục và giáo dân ra thông cáo tố cáo Tổng giám mục Thuận là một Giám mục chống Cộng…Nguyễn Văn Thuận là con cháu họ Ngô là một giòng họ có truyền thống chống Cộng cực đoan...
Nhóm Công giáo mang tư tưởng tiến bộ, trong đó có linh mục Phan Khắc Từ, trực tiếp tham gia "xách động" trong vụ việc ngày 14 tháng 5 năm 1975, biểu tình bên trong Tòa Khâm Sứ tại Sài Gòn. Đám đông bẻ khóa và trèo tường vào Tòa Khâm sứ, treo biểu ngữ, hạ cờ Tòa Thánh Vatican và hò hét đả đảo:“Đả đảo! Đả đảo!”, “Henri Lemaitre cút đi, cút đi…!” Khâm sứ Tòa Thánh, linh mục trợ tá Khâm sứ và bí thư Vinh Sơn Trần Ngọc Thụ bị đẩy ra khỏi Tòa Khâm sứ. Tham gia còn có linh mục Huỳnh Công Minh và linh mục Thanh Lãng. Linh mục Phan Khắc Từ cũng thuộc về "nhóm chủ trương" của tờ báo Công giáo và Dân tộc khi tờ báo này được thiết lập.
Linh mục Phan Khắc Từ từng là thành viên Chủ tịch đoàn trong kỳ họp lần thứ 6 của Hội đồng Nhân dân Thành phố Hồ Chí Minh vào tháng 3 năm 1979. Chức vụ của ông được ghi nhận trên báo Sài Gòn Giải Phóng là "Trưởng ban Đời Sống" của Hội đồng Nhân dân Thành phố.
Kể từ năm 1975 đến năm 1980, theo bản tin cáo phó, linh mục Phan Khắc Từ không chính thức đảm nhận bất kỳ giáo vụ và sinh hoạt mục vụ Công giáo nào. Năm 1980, linh mục Phan Khắc Từ được bổ nhiệm làm chính xứ Vườn Xoài, kế nhiệm linh mục Phaolô Trần Viết Thọ từ ngày 10 tháng 5 năm 1980, và đảm nhận chức vụ này cho đến khi về hưu vào năm 2011. Nhà thờ Vườn Xoài do ông tổ chức xây dựng là nhà thờ Công giáo đầu tiên được xây dựng tại thành phố Hồ Chí Minh sau khi hai miền Việt Nam thống nhất. Theo thông tin từ cá nhân linh mục Từ, Vườn Xoài là nhà thờ đầu tiên ở miền Nam được xây dựng sau biến cố ngày 30 tháng 4 năm 1975. Tại Vườn Xoài, linh mục Phan Khắc Từ thừa nhận đoàn kết giáo dân là một điều khó khăn, do bản thân ông hoạt động với nhiều chức vụ "bị đặt vấn đề" theo quan điểm của Giáo hội Công giáo. Năm 2008, cùng với Giáo xứ Bùi Phát, giáo xứ Vườn Xoài đã hiến 80 mét vuông đất để mở rộng các con hẻm địa phương.
Sau khi hồi hưu, linh mục Từ tham gia vào các công việc từ thiện xã hội: Cơ sở Thiên Phước (xây năm 1999 tại Củ Chi), cơ sở Thiên Phước 2 (xây năm 2004 tại quận 12, thành phố Hồ Chí Minh) và Thiên Phước 3 (xây năm 2015 tại Quận 8, thành phố Hồ Chí Minh).
Theo linh mục Phan Khắc Từ, do hoàn cảnh của lịch sử, ông mong muốn làm một "cầu nối" giữa chính quyền cách mạng và người Công giáo. Cá nhân ông cho rằng môi trường lý tưởng cho cuộc đời mình là Uỷ ban Đoàn kết Công giáo Việt Nam. Sau ngày Việt Nam thống nhất, linh mục Phan Khắc Từ đảm nhận nhiều chức vụ hành chính, song song với chức vụ tôn giáo: 
- Về cấp thành phố, tại Thành phố Hồ Chí Minh, ông từng là Phó Chủ tịch Liên đoàn Lao động Thành phố Hồ Chí Minh, đại biểu Hội đồng Nhân dân bốn khóa, từ khóa I đến khóa IV, phó chủ tịch Uỷ ban Mặt Trận Tổ Quốc kiêm phó chủ nhiệm Hội đồng Tư vấn về Dân tộc-Tôn giáo của Ủy Ban (2018–2024).
- Về cấp Trung ương, linh mục Từ là Đại biểu Quốc hội Việt Nam khóa khóa VIII (nhiệm kỳ 1987–1992), khóa IX (nhiệm kỳ 1992–1997) và khóa X (nhiệm kỳ 1997-2002). Ông cũng là ủy viên Ủy ban Về các vấn đề Xã hội của Quốc hội (1987–2002) và ủy viên Ủy ban Trung ương Mặt trận Tổ quốc Việt Nam (2000–2024).
- Về hoạt động Xã hội, ông là phó chủ tịch Hội Cứu trợ Trẻ em Tàn tật Việt Nam, ủy viên Hội Nạn nhân Chất độc Da cam/Dioxin Việt Nam, Giám đốc Cơ sở Nuôi dưỡng và Bảo trợ trẻ em khuyết tật Thiên Phước (2000–2024) ủy viên Ban chấp hành Trung ương Hội Bảo trợ Người Khuyết tật và Trẻ Mồ côi Việt Nam (từ năm 2000 đến khi qua đời), chủ tịch Hội đồng Quản lý kiêm Giám đốc Quỹ “Vì Trẻ em Khuyết tật Việt Nam” (từ năm 2010 đến khi qua đời).
- Về hoạt động Tôn giáo: Phó Chủ tịch Thường trực (1980–2016) và Chủ tịch Ủy ban Đoàn kết Công giáo Việt Nam thành phố Hồ Chí Minh (2016–2023). Ông là Chủ tịch Danh dự của Uỷ ban Đoàn kết cấp thành phố từ năm 2023 đến khi qua đời. Về cấp Uỷ ban Đoàn kết Trung ương, ông là Phó Chủ tịch Thường trực kiêm Tổng Thư ký (1983–2018) và Phó Chủ tịch Trung ương Ủy ban Đoàn kết Công giáo Việt Nam (2018–2023). Ông còn là Tổng Biên tập Báo Công giáo và Dân tộc (từ ngày 28 tháng 12 năm 2009[17] đến khi qua đời).

Với tư cách đại biểu Quốc hội, linh mục Phan Khắc Từ đã thúc đẩy và thành công đề nghị sử dụng cụm từ quyền tự do tín ngưỡng, tôn giáo, thêm cụm từ "tôn giáo" so với thời kỳ trước. Theo tiến sĩ Phạm Huy Thông, sự thúc đẩy của linh mục Từ đã góp phần ghi rõ cụm từ kể trên vào điều 70 của Hiếp Pháp Việt Nam năm 1992. Với tư cách đại biểu, linh mục Từ cũng nhiều lần can thiệp việc khiếu nại đất đai liên quan đến Công giáo. Ông và linh mục Vinh Sơn Nguyễn Đức Hiệp (đại biểu Nam Định) đã góp phần giữ lại khu nhà nguyện tại quận Hai Bà Trưng, Hà Nội, giữ lại quả chuông cổ. Hai linh mục và giám mục Antôn Vũ Huy Chương góp phần quy hoạch giữ lại phần đất của pháp trường Năm Mẫu xưa và cải tạo thành di tích các thánh Tử đạo ở Sơn Tây. Việc đề bạt linh mục Giuse Hoàng Văn Tiệm làm Giám mục giáo phận Bùi Chu do Hồng y Phaolô Giuse Phạm Đình Tụng đề xuất cũng được hai linh mục Phêrô Từ và Vinh Sơn Hiệp hỗ trợ, qua việc giới thiệu linh mục Tiệm với chính quyền địa phương và gặp Tổng bí thư Nông Đức Mạnh cũng như Chủ tịch nước Trần Đức Lương. Ngoài ra, linh mục Phan Khắc Từ còn làm Chủ tịch Hội Láng giềng thế giới ở Việt Nam, do Lee Soo Min sáng lập và trong những năm đầu tiên của thập kỷ 1990, hỗ trợ linh mục Hàn Quốc Oh Tae Soon xây dựng Trung tâm Dạy nghề Hàn Việt tại Quận 9, Thành phố Hồ Chí Minh. Cộng đồng giáo dân Hàn Quốc tại Việt Nam đã chọn nhà thờ Vườn Xoài làm nơi sinh hoạt tôn giáo bằng tiếng Hàn. Trong năm năm đầu tiên, kể từ năm 1995, linh mục Phan Khắc Từ chủ sự thánh lễ Công giáo bằng tiếng Hàn Quốc cho cộng đoàn này. Linh mục Phan Khắc Từ cũng là người khởi xướng tổ chức Ngày Quốc tế Người Khuyết tật vào ngày 3 tháng 12.
Linh mục Phan Khắc Từ bị cáo buộc có một vợ và hai con. Linh mục Chân Tín khẳng định việc này là có thật, đồng thời dẫn lại việc Tổng giám mục Nguyễn Văn Bình bị gây áp lực mỗi lần đề nghị linh mục Từ từ nhiệm chính xứ Vườn Xoài. Linh mục Chân Tín cho biết ông đã nói chuyện riêng tư với linh mục Từ về vấn đề này, và linh mục Từ xác nhận mình có con trước ngày 30 tháng 4 năm 1975. Tháng 8 năm 1989, 17 người gồm các linh mục và trí thức Công giáo viết thư công khai đến Hội đồng Giám mục Việt Nam đề nghị Hội đồng loại bỏ các linh mục biến chất, và họ chỉ cụ thể linh mục Phan Khắc Từ. Linh mục Tín cho biết linh mục Từ công khai tổ chức sinh nhật cho con.

### Qua đời và tang lễ
Linh mục Phan Khắc Từ qua đời ngày 1 tháng 4 năm 2025 tại Bệnh viện Thống Nhất, thành phố Hồ Chí Minh. Trước đó, Giám mục Giuse Trần Văn Toản, giám mục Giáo phận Long Xuyên đã hai lần cử hành nghi thức của Bí tích Xức Dầu Bệnh Nhân cho linh mục Từ vào hai ngày 9 tháng 7 năm 2024 và 20 tháng 3 năm 2025. Nghi thức tẫn liệm cho cố linh mục đã được cử hành vào sáng ngày 2 tháng 4 năm 2025 tại Nhà thờ Giáo xứ Vườn Xoài, bởi linh mục Inhaxiô Hồ Văn Xuân, Tổng Đại diện Tổng giáo phận Thành phố Hồ Chí Minh. Chia sẻ trong buổi lễ, linh mục Xuân đánh giá cố linh mục Phan Khắc Từ là một người hết lòng yêu mến Chúa, yêu mến Giáo hội. Trong cùng ngày, nhiều phái đoàn Trung ương và địa phương đến viếng thi hài cố linh mục Từ. Trong đó, có nguyên Chủ tịch nước Nguyễn Minh Triết, nguyên phó Bí thư Thành ủy Thành phố Hồ Chí Minh Võ Thị Dung, Phó Bí thư Thường trực Thành ủy Nguyễn Thị Lệ, linh mục Gioan Baotixita Nguyễn Văn Riễn (cựu đại biểu quốc hội) cùng đại diện các Ban Kinh tế-Ngân sách và Ban Tôn giáo và Dân vận của thành phố. Trong ngày 3 tháng 4, các phái đoàn của nguyên phó chủ tịch nước Trương Mỹ Hoa, Uỷ ban Trung ương Mặt trận Tổ quốc, ban giám đốc Sở Công an Thành phố Hồ Chí Minh, Sở Dân tộc và Tôn giáo, Liên hiệp Thanh Niên Việt Nam Thành phố và nhiều cá nhân, đơn vị đã đến viếng. Giám mục Giuse Bùi Công Trác đến viếng vào sáng ngày 4 tháng 4. Báo Công giáo và Dân tộc có lời cải chính thông tin sai sót về nhận định của Giám mục Trác đối với cố linh mục Từ. Cùng trong ngày 4, các phái đoàn từ Đoàn Đại biểu Quốc hội Thành phố Hồ Chí Minh, Giáo hội Phật Giáo cấp Thành phố, Uỷ ban Mặt trận Tổ Quốc cấp thành phố đã đến viếng thi hài cố linh mục.
Lễ an táng được cử hành vào sáng ngày 5 tháng 4 năm 2025 tại Nhà thờ Vườn Xoài, với chủ tế là Tổng giám mục Giuse Nguyễn Năng. Hơn 70 linh mục đã đồng tế, trong khi tham dự có các tu sĩ và giáo dân. Trước lễ an táng, một lễ tri ân đã được tổ chức để tiễn đưa cố linh mục. Tham dự lễ này có một số viên chức nhà nước từ Mặt Trận Tổ Quốc và Hội đồng Nhân Dân thành phố Hồ Chí Minh. Điếu văn trong buổi lễ do ông Nguyễn Thành Trung, Phó chủ tịch Thường trực Ủy ban Mặt trận Tổ quốc Việt Nam đọc. Thi hài cố linh mục Phan Khắc Từ được đưa đến những địa điểm ông từng gắn bó, và sau cùng, đưa đi hỏa táng tại Bình Hưng Hòa.

## Đóng góp và ghi nhận
Ghi nhận những thành tựu của linh mục Phan Khắc Từ, ông đã được trao nhiều Huân chương:
- Huân chương Lao động hạng Nhất, Nhì, Ba
- Huân chương Kháng chiến hạng Nhì
- Huân chương Độc lập hạng Nhì
- Kỷ niệm chương “Đồng hành cùng Dân tộc”
- Kỷ niệm chương “Vì Sự nghiệp Đại Đoàn kết Dân tộc”
- và nhiều bằng khen, giấy khen khác.[30]

Theo tác giả Trần An Bài viết trên trang VietCatholic News, linh mục Phan Khắc Từ là đảng viên của Đảng Cộng sản Việt Nam. Báo Công giáo và Dân tộc nhận định linh mục Phêrô Phan Khắc Từ là chiếc cầu nối bền bỉ giữa Đạo với Đời, là điểm nối bền vững giữa người dân với chính quyền. Cá nhân linh mục Từ cũng khẳng định: Là linh mục Công giáo, tôi gắn bó với Giáo hội và vâng phục Đấng bản quyền. Là công dân của Tổ quốc Việt Nam, tôi muốn cống hiến cuộc sống của mình cho Tổ quốc, cho đồng bào ruột thịt. Chính từ đó, tôi đã tìm được môi trường lý tưởng cho cuộc đời mình là Ủy ban Đoàn kết Công giáo Việt Nam để cống hiến đời mình cho Chúa Kitô, cho đất nước và dân tộc. Tác giả Uyển Nhi viết trên báo Thanh Niên dẫn chứng lòng yêu mến của mọi người với linh mục Từ, khi gọi ông bằng các danh hiệu "người cha của những mảnh đời bất hạnh", "người kết nối những vòng tay nhân ái". Tờ báo này cũng khẳng định linh mục Phan Khắc Từ được vinh danh là nhân sĩ, cũng như là tấm gương tiêu biểu của người Công giáo Việt Nam "kính Chúa yêu nước".